# Brachycaudus napelli
Brachycaudus napelli är en insektsart som först beskrevs av Franz Paula von Schrank 1801.  Brachycaudus napelli ingår i släktet Brachycaudus och familjen långrörsbladlöss. Enligt den finländska rödlistan är arten sårbar i Finland. Arten är reproducerande i Sverige. Artens livsmiljö är lundskogar. Inga underarter finns listade i Catalogue of Life.